# 2638 Gadolin
2638 Gadolin este un asteroid din centura principală, descoperit pe 19 septembrie 1939 de astronomul și fizicianul finlandez Yrjö Väisälä (1891-1971) precum denumit în onoarea astronomului Jacob Gadolin și al chimistului Johan Gadolin.